# Schtroumpf vert et vert Schtroumpf (album)
Schtroumpf vert et vert Schtroumpf est le neuvième album de la série de bande dessinée Les Schtroumpfs de Peyo publié en 1973 aux éditions Dupuis.
L'album contient le récit Schtroumpf vert et vert Schtroumpf et une série de gags : Jeux olympschtroumpfs.

## Synopsis

### Schtroumpf vert et vert Schtroumpf
Les Schtroumpfs se disputent sur la bonne utilisation du langage schtroumpf. L'histoire est une évocation des tensions inter-communautaires de la Belgique.

### Jeux olympschtroumpfs
Cette partie de l'album est constituée en gags d'une page sur le thème du sport. Les Schtroumpfs s'y essaient, souvent avec peu de réussite, à diverses activités, notamment le tir à l'arc.
Ces gags ne doivent pas être confondus avec l'histoire Les Schtroumpfs olympiques.

## Autour de l'album
- Le titre est tiré de l'expression « chou vert et vert chou » (équivalente à « bonnet blanc et blanc bonnet »).
- L'intrigue du Grand Schtroumpf créant un ennemi avec sa magie qui va unir le village Schtroumpf sera reprise dans l'album La Menace Schtroumpf.